# Autoroute A-91 (Espagne)
Pour les articles homonymes, voir A91.
L'autoroute A-91 est une courte autoroute de l'état qui relie Puerto Lumbreras à Vélez Rubio et relie par la même occasion la région de Murcie et l'Andalousie.
L'autoroute A-91 prolonge la branche nord de l'autoroute autonome andalouse A-92N qui se connecte à l'A-7 en venant de Grenade et Séville en direction de la région de Murcie et la communauté valencienne.

## Tracé
- L'A-91 débute à l'ouest de Puerto Lumbreras où elle se détache de l'A-7 (Barcelone - Algésiras).
- Elle passe de la région de Murcie à l'Andalousie avant de prolonger l'A-92N, la branche nord de l'A-92 à destination de Séville au sud de Vélez Rubio.

## Liste des sorties
- Passage de l'Andalousie à la région de Murcie; l' A-92N  devient l'A-91 (entrée dans le réseau national)
- 2 (depuis A-92) :  Aire de service Voie de service (dans les deux sens)
- 6 : Henares - La Parroquia
- 9 (de et vers A-7) :  Aire de service Voie de service (dans les deux sens)
- 14 (de et vers A-92) : Puerto Lumbreras
- Échangeur autoroutier entre A-7 et A-91 : Murcie - Alicante ou Vera - Almeria

### Référence
- Nomenclature